# Brice-Olivier Demory
Pour les articles homonymes, voir Demory.
Brice-Olivier Demory est un astrophysicien français.

## Biographie
Brice-Olivier Demory est professeur d’astrophysique à l’Université de Berne et membre du PRN PlanetS.

### Recherches
Avec Julien de Wit, il dirige une équipe internationale de chercheurs qui publie en 2013 dans la revue Astrophysical Journal Letters que l'exoplanète Kepler-7 b est couverte de nuages.
En 2021, dans le cadre du projet FlyPol, l'équipe qu'il dirige s'emploie à détecter une biosignature typique du vivant terrestre : l'homochiralité.

## Publication
- Des étoiles de faible masse aux planètes : caractérisation par interférométrie optique et photométrie; 2009, 182 pages, lire en ligne (thèse de doctorat)